# Bingham River
Der Bingham River ist ein Fluss im Südwesten des australischen Bundesstaates Western Australia.

## Geografie
Der Fluss entspringt rund zehn Kilometer östlich der Lake Poole Conservation Reserve an der Collie-Williams Road. Von dort fließt er nach Südwesten entlang der Straße und der Südgrenze der Conservation Reserve. Am südlichsten Punkt dieser Reserve biegt er nach Süden ab, unterquert die Straße und mündet etwa zwölf Kilometer östlich von Collie in den Collie River.

### Nebenflüsse mit Mündungshöhen
- Stinkwoods Brook – 238 m
- Pollard Brook – 214 m[1]